# Produto interno bruto do Brasil
| + 2 trilhões + 640 bilhões + 320 bilhões | + 160 bilhões + 80 bilhões até 80 bilhões |

| + 16 bilhões + 8 bilhões + 4 bilhões | + 2 bilhões + 1 bilhão até 1 bilhão |

Mapa das unidades federativas do Brasil segundo o produto interno bruto de 2017: (em reais de 2017)

Mapa das unidades federativas do Brasil segundo o produto interno bruto de 1939: (em reais de 2010)

O produto interno bruto do Brasil é um indicador do tamanho da economia brasileira. Esse indicador econômico corresponde à soma, em valores monetários, de todos os bens e serviços produzidos internamente em determinada época mais os impostos sobre os produtos e menos os subsídios não incluídos no valor dos produtos usando a metodologia de cálculo do órgão governamental Instituto Brasileiro de Geografia e Estatística (IBGE). Na contagem do produto interno bruto (PIB), exclui-se da conta todos os bens de consumo de intermediário e considera-se apenas bens e serviços finais. Isso é feito com o intuito de evitar a dupla contagem, cujo valores gerados na cadeia de produção aparecem contados duas vezes na soma do PIB.
Quando se refere a mudanças no crescimento periódico do indicador, isso diz o fluxo de novos bens e serviços; sua composição básica constitui, conforme a metodologia do IBGE: consumo das famílias + consumo do governo + formação bruta de capital fixo (investimentos) + saldo da balança comercial (exportações - importações). É importante destacar que o instituto costuma revisar trimestralmente o Sistema de Contas Nacionais, logo certas mudanças nos dados deste artigo apenas serão atualizadas após a divulgação de dados precisos sobre o recálculo de crescimento do PIB real.
Ao dividir o produto interno bruto de um ano pelo ano anterior, não necessariamente resulta em valor de crescimento efetivo; isto se deve à diferença entre o PIB nominal e o PIB real, no qual este último desconta a inflação acumulada e normalmente tem como base a moeda nacional vigente. Portanto, o tamanho efetivo de crescimento é medido conforme o PIB real.
No continente americano, o valor do PIB brasileiro em dólares estadunidenses só não é maior que o dos Estados Unidos, porém ultrapassando o Canadá e México. Em 2011, chegou a ser a sexta maior economia do mundo, um recorde até então. Entretanto, em 2012, a economia voltou à sétima posição na classificação mundial, o que foi atribuído nos anos conseguintes, pelo menos em parte, à desvalorização da moeda brasileira – o real. Durante a década de 2010, o PIB do país se manteve finalmente dentre os dez maiores países do mundo, com algumas leve variantes na posição. Em 2018, assim como em 2017, o IBGE determinou que o PIB real brasileiro cresceu 1,3% em relação a 2015 e 2016. Tal crescimento se verificou após duas quedas consecutivas nestes dois anos, ambas superiores a 3%. A penúltima vez onde ocorreram duas quedas consecutivas em território foram em 1930 e 1931, meio ao reflexo à crise econômica de 1929, bem conhecida como a Grande Depressão, motivada pela quebra da bolsa de valores de Nova Iorque, New York Stock Exchange (NYSE).
Em 2016, tendo em vista sempre valores nominais ao decorrer do texto, o PIB totalizou 6,3 trilhões de reais (1,8 trilhão de dólares estadunidenses), de acordo com dados do Banco Mundial. Houve queda de 3,3% em relação a 2015. Em 2015, o PIB totalizou 6,0 trilhões de reais (1,8 trilhão de dólares estadunidenses), havendo queda ainda mais acentuada de 3,6% em relação a 2014 devido à crise político-econômica no país.
Segundo o Fundo Monetário Internacional (FMI), o Brasil voltou a ser a oitava maior economia do mundo em 2017 após subir 1 posição em relação aos anos de 2015 e 2016, isto é, em números brutos de comparação país a país, sem considerar quantidade de habitantes. Anteriormente, o país estivera na sétima posição em 2010 e durante 2012 a 2014.
Ao mesmo tempo em que o PIB do Brasil o tem colocado entre as maiores economias do mundo, quando se consideram os valores do PIB per capita (PIB dividido pela população), a situação do país é muito diferente. Em 2018, o mesmo posicionou-se na 77.ª posição mundial, cujo valor foi de 8.920 de dólares estadunidenses por habitante segundo o FMI. A previsão do banco Goldman Sachs num relatório de 2007 aponta que o Brasil atingirá em 2050 um PIB de 11,3 trilhões de dólares estadunidenses e um PIB per capita de 49.759 de dólares estadunidenses, tornando-se assim a quarta maior economia do planeta.
Em 2017, de acordo com o IBGE, o setor de serviços respondeu pela maior parte do PIB, com 73,2%, seguido pelo setor industrial, com 21,2%, enquanto que a agricultura representou 5,7%. De acordo com a metodologia utilizada pelo Banco Mundial, no entanto, em 2018 o setor de serviços correspondeu a 62,6%, depois pelo setor industrial, com 18,4%, manufatura, 9,7%, e agricultura, 4,4%; por fim a formação bruta de capital fixo, ou investimentos em termos simples, constituiu 15,8% do PIB, bem abaixo de 20,9% observado no período pré-crise. Além disso, segundo o Banco Central do Brasil, neste mesmo ano a dívida pública bruta brasileira figurou 76,5% do PIB, atingindo percentual máximo desde 2001, ano de início da nova série histórica.

## Evolução histórica, em reais
Os gráficos e as tabelas a seguir mostram a evolução do produto interno bruto real e nominal brasileiro em preços correntes e constantes de 2010 (em contraste ao IBGE, que costuma basear-se em preços de 2000), além da composição setorial e comparação per capita, em reais, entre o período máximo de 1961 e 2020 devido à disponibilidade de dados.
Certos dados utilizados para elaboração dos gráficos e das tabelas são do Banco Mundial e OCDE, exceto os períodos futuros grifados em cinza, que seriam estimativas de mercado e estimativas do IBGE e FMI, incluindo o World Economic Outlook (Panorama Econômico Mundial) realizado em outubro de 2020. A maioria das estimativas futuras são atualizadas a cada 6 meses, sendo em abril e outubro, e parte delas são atualizadas a cada 1 ano, sendo em janeiro.
Todas as porcentagens obtidas em casa de milhar acima estão sendo exibidas em casa de centena, porém arredondadas para o dígito mais próximo; apenas os valores na tabela da seção Crescimento trimestral e anualizado (%) estão sendo arredondados. O ano-base utilizado para o crescimento constante do PIB é atualizado a cada dez anos, e apenas aqueles terminando em dígito zero (como em 2020 e 2030).

### Crescimento trimestral e anualizado (%)
O gráfico e a tabela a seguir mostram o crescimento trimestral e anualizado, em porcentagem e em reais, do PIB brasileiro entre 1997 e 2020.

As porcentagens (dos últimos 10 anos, até cada terceiro trimestre; de todo o período a cada quarto trimestre) de crescimento trimestral são atualizadas trimestralmente devido à revisões – por tal motivo que os valores da tabela podem ser diferentes do gráfico –, porém os valores e porcentagens de crescimento anualizado dos anos anteriores são apenas atualizados anualmente, logo após a divulgação de dados acerca do quarto trimestre.
| Trimestre    | Média de crescimento anualizado nos últimos 10 anos / Crescimento acumulado nos últimos 10 anos | Média de crescimento anualizado nos últimos 10 anos / Crescimento acumulado nos últimos 10 anos | Crescimento trimestral do PIB real constante (%) | Crescimento anualizado do PIB real constante (%) | Crescimento anualizado do PIB real (R$ constantes) | PIB real (R$ constantes) | Governo                       |
| ------------ | ----------------------------------------------------------------------------------------------- | ----------------------------------------------------------------------------------------------- | ------------------------------------------------ | ------------------------------------------------ | -------------------------------------------------- | ------------------------ | ----------------------------- |
| 3.º tri. '20 | 0,89%                                                                                           | 1,96%                                                                                           | 7,71%                                            | -3,65%                                           | -150,2 bilhões                                     | 3,961 tri                | Governo Bolsonaro             |
| 2.º tri. '20 | 1,17%                                                                                           | 4,14%                                                                                           | -9,60%                                           | -2,47%                                           | -101,1 bilhões                                     | 3,999 tri                | Governo Bolsonaro             |
| 1.º tri. '20 | 1,36%                                                                                           | 9,12%                                                                                           | -1,55%                                           | 0,72%                                            | 29,4 bilhões                                       | 4,118 tri                | Governo Bolsonaro             |
| 4.º tri. '19 | 1,41%                                                                                           | 11,74%                                                                                          | 0,22%                                            | 1,14%                                            | 46,4 bilhões                                       | 4,129 tri                | Governo Bolsonaro             |
| 3.º tri. '19 | 1,38%                                                                                           | 13,79%                                                                                          | -0,16%                                           | 1,03%                                            | 42,0 bilhões                                       | 4,112 tri                | Governo Bolsonaro             |
| 2.º tri. '19 | 1,33%                                                                                           | 14,95%                                                                                          | 0,20%                                            | 1,11%                                            | 45,3 bilhões                                       | 4,100 tri                | Governo Bolsonaro             |
| 1.º tri. '19 | 1,32%                                                                                           | 14,27%                                                                                          | 1,28%                                            | 1,10%                                            | 44,7 bilhões                                       | 4,089 tri                | Governo Bolsonaro             |
| 4.º tri. '18 | 1,37%                                                                                           | 13,48%                                                                                          | -0,50%                                           | 1,32%                                            | 53,1 bilhões                                       | 4,083 tri                | Governo Temer / Governo Dilma |
| 3.º tri. '18 | 1,46%                                                                                           | 12,49%                                                                                          | 0,82%                                            | 1,61%                                            | 64,8 bilhões                                       | 4,070 tri                | Governo Temer / Governo Dilma |
| 2.º tri. '18 | 1,59%                                                                                           | 12,21%                                                                                          | -0,11%                                           | 1,64%                                            | 65,6 bilhões                                       | 4,055 tri                | Governo Temer / Governo Dilma |
| 1.º tri. '18 | 1,70%                                                                                           | 13,89%                                                                                          | 0,93%                                            | 1,60%                                            | 63,8 bilhões                                       | 4,044 tri                | Governo Temer / Governo Dilma |
| 4.º tri. '17 | 1,82%                                                                                           | 15,28%                                                                                          | 0,34%                                            | 1,32%                                            | 52,6 bilhões                                       | 4,030 tri                | Governo Temer / Governo Dilma |
| 3.º tri. '17 | 1,94%                                                                                           | 16,34%                                                                                          | 0,15%                                            | 0,17%                                            | 4,6 bilhões                                        | 4,005 tri                | Governo Temer / Governo Dilma |
| 2.º tri. '17 | 2,07%                                                                                           | 17,64%                                                                                          | 0,80%                                            | -0,85%                                           | -36,4 bilhões                                      | 3,989 tri                | Governo Temer / Governo Dilma |
| 1.º tri. '17 | 2,23%                                                                                           | 19,12%                                                                                          | 1,19%                                            | -1,88%                                           | -77,9 bilhões                                      | 3,980 tri                | Governo Temer / Governo Dilma |
| 4.º tri. '16 | 2,38%                                                                                           | 20,97%                                                                                          | -0,18%                                           | -3,28%                                           | -134,7 bilhões                                     | 3,977 tri                | Governo Temer / Governo Dilma |
| 3.º tri. '16 | 2,56%                                                                                           | 23,25%                                                                                          | -0,69%                                           | -4,09%                                           | -169,7 bilhões                                     | 4,001 tri                | Governo Temer / Governo Dilma |
| 2.º tri. '16 | 2,74%                                                                                           | 25,44%                                                                                          | 0,52%                                            | -4,55%                                           | -190,0 bilhões                                     | 4,026 tri                | Governo Temer / Governo Dilma |
| 1.º tri. '16 | 2,93%                                                                                           | 27,90%                                                                                          | -1,52%                                           | -4,41%                                           | ‭-185,8 bilhões                                     | 4,058 tri                | Governo Temer / Governo Dilma |
| 4.º tri. '15 | 3,12%                                                                                           | 30,31%                                                                                          | -0,78%                                           | -3,55%                                           | -151,1 bilhões                                     | 4,112 tri                | Governo Temer / Governo Dilma |
| 3.º tri. '15 | 3,29%                                                                                           | 33,57%                                                                                          | -1,49%                                           | -2,22%                                           | -94,8 bilhões                                      | 4,170 tri                | Governo Temer / Governo Dilma |
| 2.º tri. '15 | 3,45%                                                                                           | 35,70%                                                                                          | -2,71%                                           | -1,30%                                           | -55,8 bilhões                                      | 4,216 tri                | Governo Temer / Governo Dilma |
| 1.º tri. '15 | 3,61%                                                                                           | 37,34%                                                                                          | -0,61%                                           | -0,72%                                           | -31,5 bilhões                                      | 4,244 tri                | Governo Temer / Governo Dilma |
| 4.º tri. '14 | 3,78%                                                                                           | 39,48%                                                                                          | 0,54%                                            | 0,50%                                            | 21,4 bilhões                                       | 4,263 tri                | Governo Temer / Governo Dilma |
| 3.º tri. '14 | 3,91%                                                                                           | 40,98%                                                                                          | -0,09%                                           | 1,21%                                            | 49,5 bilhões                                       | 4,265 tri                | Governo Temer / Governo Dilma |
| 2.º tri. '14 | 3,99%                                                                                           | 43,25%                                                                                          | -1,45%                                           | 2,07%                                            | 85,7 bilhões                                       | 4,271 tri                | Governo Temer / Governo Dilma |
| 1.º tri. '14 | 4,01%                                                                                           | 45,79%                                                                                          | 0,82%                                            | 3,19%                                            | 132,3 bilhões                                      | 4,276 tri                | Governo Temer / Governo Dilma |
| 4.º tri. '13 | 3,96%                                                                                           | 46,89%                                                                                          | 0,20%                                            | 3,00%                                            | 123,7 bilhões                                      | 4,242 tri                | Governo Temer / Governo Dilma |
| 3.º tri. '13 | 3,92%                                                                                           | 47,37%                                                                                          | 0,33%                                            | 2,99%                                            | 123,1 bilhões                                      | 4,216 tri                | Governo Temer / Governo Dilma |
| 2.º tri. '13 | 3,90%                                                                                           | 46,54%                                                                                          | 1,60%                                            | 2,93%                                            | 119,5 bilhões                                      | 4,186 tri                | Governo Temer / Governo Dilma |
| 1.º tri. '13 | 3,91%                                                                                           | 45,28%                                                                                          | 0,42%                                            | 2,16%                                            | 87,6 bilhões                                       | 4,143 tri                | Governo Temer / Governo Dilma |
| 4.º tri. '12 | 3,94%                                                                                           | 44,67%                                                                                          | 0,09%                                            | 1,92%                                            | 77,6 bilhões                                       | 4,118 tri                | Governo Temer / Governo Dilma |
| 3.º tri. '12 | 3,97%                                                                                           | 44,70%                                                                                          | 1,84%                                            | 1,95%                                            | 75,6 bilhões                                       | 4,093 tri                | Governo Temer / Governo Dilma |
| 2.º tri. '12 | 3,96%                                                                                           | 45,60%                                                                                          | 1,46%                                            | 2,20%                                            | 85,0 bilhões                                       | 4,066 tri                | Governo Temer / Governo Dilma |
| 1.º tri. '12 | 3,92%                                                                                           | 46,79%                                                                                          | -1,31%                                           | 3,13%                                            | 121,2 bilhões                                      | 4,056 tri                | Governo Temer / Governo Dilma |
| 4.º tri. '11 | 3,86%                                                                                           | 47,06%                                                                                          | 1,07%                                            | 3,97%                                            | 154,4 bilhões                                      | 4,040 tri                | Governo Temer / Governo Dilma |
| 3.º tri. '11 | 3,80%                                                                                           | 46,36%                                                                                          | -0,27%                                           | 4,78%                                            | 176,8 bilhões                                      | 4,017 tri                | Governo Temer / Governo Dilma |
| 2.º tri. '11 | 3,75%                                                                                           | 44,85%                                                                                          | 0,86%                                            | 5,63%                                            | 207,1 bilhões                                      | 3,981 tri                | Governo Temer / Governo Dilma |
| 1.º tri. '11 | 3,70%                                                                                           | 43,35%                                                                                          | 1,38%                                            | 6,57%                                            | 239,1 bilhões                                      | 3,935 tri                | Governo Temer / Governo Dilma |
| 4.º tri. '10 | 3,64%                                                                                           | 42,40%                                                                                          | 1,63%                                            | 7,53%                                            | 272,1 bilhões                                      | 3,886 tri                | Governo Lula                  |
| 3.º tri. '10 | 3,55%                                                                                           | 41,87%                                                                                          | 0,90%                                            | 7,47%                                            | 273,2 bilhões                                      | 3,840 tri                | Governo Lula                  |
| 2.º tri. '10 | 3,46%                                                                                           | 40,95%                                                                                          | 1,20%                                            | 5,41%                                            | 195,7 bilhões                                      | 3,774 tri                | Governo Lula                  |
| 1.º tri. '10 | 3,39%                                                                                           | 39,68%                                                                                          | 2,15%                                            | 2,73%                                            | 97,4 bilhões                                       | 3,695 tri                | Governo Lula                  |
| 4.º tri. '09 | 3,35%                                                                                           | 37,95%                                                                                          | 2,56%                                            | -0,13%                                           | -4,6 bilhões                                       | 3,614 tri                | Governo Lula                  |
| 3.º tri. '09 | 3,37%                                                                                           | 37,56%                                                                                          | 2,35%                                            | -1,18%                                           | -46,7 bilhões                                      | 3,567 tri                | Governo Lula                  |
| 2.º tri. '09 | 3,35%                                                                                           | 38,75%                                                                                          | 1,78%                                            | 0,90%                                            | 27,3 bilhões                                       | 3,578 tri                | Governo Lula                  |
| 1.º tri. '09 | 3,31%                                                                                           | 39,34%                                                                                          | -1,37%                                           | 3,03%                                            | 102,3 bilhões                                      | 3,598 tri                | Governo Lula                  |
| 4.º tri. '08 | 3,24%                                                                                           | 39,98%                                                                                          | -3,78%                                           | 5,09%                                            | 175,4 bilhões                                      | 3,618 tri                | Governo Lula                  |
| 3.º tri. '08 | 3,13%                                                                                           | 40,01%                                                                                          | 1,55%                                            | 6,54%                                            | 222,8 bilhões                                      | 3,614 tri                | Governo Lula                  |
| 2.º tri. '08 | 3,00%                                                                                           | 37,07%                                                                                          | 2,14%                                            | 6,25%                                            | 209,4 bilhões                                      | 3,551 tri                | Governo Lula                  |
| 1.º tri. '08 | 2,90%                                                                                           | 35,11%                                                                                          | 1,23%                                            | 6,30%                                            | 207,9 bilhões                                      | 3,496 tri                | Governo Lula                  |
| 4.º tri. '07 | 2,81%                                                                                           | 33,56%                                                                                          | 1,49%                                            | 6,07%                                            | 197,0 bilhões                                      | 3,443 tri                | Governo Lula                  |
| 3.º tri. '07 | 2,81%                                                                                           | 33,56%                                                                                          | 1,04%                                            | 5,60%                                            | 181,8 bilhões                                      | 3,391 tri                | Governo Lula                  |
| 2.º tri. '07 | 2,81%                                                                                           | 33,56%                                                                                          | 1,68%                                            | 5,26%                                            | 168,4 bilhões                                      | 3,342 tri                | Governo Lula                  |
| 1.º tri. '07 | 2,81%                                                                                           | 33,56%                                                                                          | 1,86%                                            | 4,19%                                            | 132,4 bilhões                                      | 3,288 tri                | Governo Lula                  |
| 4.º tri. '06 | 2,81%                                                                                           | 33,56%                                                                                          | 1,18%                                            | 3,96%                                            | 123,7 bilhões                                      | 3,246 tri                | Governo Lula                  |
| 3.º tri. '06 | 2,81%                                                                                           | 33,56%                                                                                          | 1,66%                                            | 3,30%                                            | 102,6 bilhões                                      | 3,209 tri                | Governo Lula                  |
| 2.º tri. '06 | 2,81%                                                                                           | 33,56%                                                                                          | 0,33%                                            | 2,70%                                            | 82,9 bilhões                                       | 3,173 tri                | Governo Lula                  |
| 1.º tri. '06 | 2,81%                                                                                           | 33,56%                                                                                          | 1,60%                                            | 3,24%                                            | 99,0 bilhões                                       | 3,155 tri                | Governo Lula                  |
| 4.º tri. '05 | 2,81%                                                                                           | 33,56%                                                                                          | 1,30%                                            | 3,20%                                            | 96,9 bilhões                                       | 3,122 tri                | Governo Lula                  |
| 3.º tri. '05 | 2,81%                                                                                           | 33,56%                                                                                          | -0,69%                                           | 4,24%                                            | 124,9 bilhões                                      | 3,107 tri                | Governo Lula                  |
| 2.º tri. '05 | 2,81%                                                                                           | 33,56%                                                                                          | 1,22%                                            | 5,38%                                            | 157,5 bilhões                                      | 3,090 tri                | Governo Lula                  |
| 1.º tri. '05 | 2,81%                                                                                           | 33,56%                                                                                          | 0,83%                                            | 5,83%                                            | 168,8 bilhões                                      | 3,056 tri                | Governo Lula                  |
| 4.º tri. '04 | 2,81%                                                                                           | 33,56%                                                                                          | 0,76%                                            | 5,76%                                            | 164,8 bilhões                                      | 3,025 tri                | Governo Lula                  |
| 3.º tri. '04 | 2,81%                                                                                           | 33,56%                                                                                          | 1,24%                                            | 4,34%                                            | 125,5 bilhões                                      | 2,982 tri                | Governo Lula                  |
| 2.º tri. '04 | 2,81%                                                                                           | 33,56%                                                                                          | 2,78%                                            | 2,82%                                            | 80,8 bilhões                                       | 2,933 tri                | Governo Lula                  |
| 1.º tri. '04 | 2,81%                                                                                           | 33,56%                                                                                          | 1,40%                                            | 1,45%                                            | 41,2 bilhões                                       | 2,888 tri                | Governo Lula                  |
| 4.º tri. '03 | 2,81%                                                                                           | 33,56%                                                                                          | 1,03%                                            | 1,14%                                            | 32,3 bilhões                                       | 2,861 tri                | Governo Lula                  |
| 3.º tri. '03 | 2,81%                                                                                           | 33,56%                                                                                          | 0,92%                                            | 2,30%                                            | 63,5 bilhões                                       | 2,856 tri                | Governo Lula                  |
| 2.º tri. '03 | 2,81%                                                                                           | 33,56%                                                                                          | -0,85%                                           | 3,22%                                            | 88,9 bilhões                                       | 2,852 tri                | Governo Lula                  |
| 1.º tri. '03 | 2,81%                                                                                           | 33,56%                                                                                          | -0,41%                                           | 3,60%                                            | 99,1 bilhões                                       | 2,846 tri                | Governo Lula                  |
| 4.º tri. '02 | 2,81%                                                                                           | 33,56%                                                                                          | 1,01%                                            | 3,05%                                            | 83,8 bilhões                                       | 2,828 tri                | Governo FHC                   |
| 3.º tri. '02 | 2,81%                                                                                           | 33,56%                                                                                          | 1,31%                                            | 1,62%                                            | 44,2 bilhões                                       | 2,793 tri                | Governo FHC                   |
| 2.º tri. '02 | 2,81%                                                                                           | 33,56%                                                                                          | 0,36%                                            | 0,68%                                            | 18,3 bilhões                                       | 2,763 tri                | Governo FHC                   |
| 1.º tri. '02 | 2,81%                                                                                           | 33,56%                                                                                          | 2,44%                                            | 0,69%                                            | 18,4 bilhões                                       | 2,747 tri                | Governo FHC                   |
| 4.º tri. '01 | 2,81%                                                                                           | 33,56%                                                                                          | -0,33%                                           | 1,39%                                            | 37,6 bilhões                                       | 2,745 tri                | Governo FHC                   |
| 3.º tri. '01 | 2,81%                                                                                           | 33,56%                                                                                          | -0,49%                                           | 2,69%                                            | 71,0 bilhões                                       | 2,748 tri                | Governo FHC                   |
| 2.º tri. '01 | 2,81%                                                                                           | 33,56%                                                                                          | -0,47%                                           | 3,76%                                            | 99,2 bilhões                                       | 2,745 tri                | Governo FHC                   |
| 1.º tri. '01 | 2,81%                                                                                           | 33,56%                                                                                          | 0,32%                                            | 4,17%                                            | 109,2 bilhões                                      | 2,729 tri                | Governo FHC                   |
| 4.º tri. '00 | 2,81%                                                                                           | 33,56%                                                                                          | 1,23%                                            | 4,11%                                            | 113,8 bilhões                                      | 2,707 tri                | Governo FHC                   |
| 3.º tri. '00 | 2,81%                                                                                           | 33,56%                                                                                          | 1,22%                                            | 3,77%                                            | 98,5 bilhões                                       | 2,678 tri                | Governo FHC                   |
| 2.º tri. '00 | 2,81%                                                                                           | 33,56%                                                                                          | 1,39%                                            | 2,44%                                            | 63,5 bilhões                                       | 2,646 tri                | Governo FHC                   |
| 1.º tri. '00 | 2,81%                                                                                           | 33,56%                                                                                          | 1,07%                                            | 1,35%                                            | ‭34,8 bilhões                                       | 2,620 tri                | Governo FHC                   |
| 4.º tri. '99 | 2,81%                                                                                           | 33,56%                                                                                          | 1,42%                                            | 0,47%                                            | 12,1 bilhões                                       | 2,593 tri                | Governo FHC                   |
| 3.º tri. '99 | 2,81%                                                                                           | 33,56%                                                                                          | 0,04%                                            | -0,44%                                           | ‭-11,7 bilhões                                      | 2,579 tri                | Governo FHC                   |
| 2.º tri. '99 | 2,81%                                                                                           | 33,56%                                                                                          | 0,45%                                            | -0,19%                                           | -5,2 bilhões                                       | 2,582 tri                | Governo FHC                   |
| 1.º tri. '99 | 2,81%                                                                                           | 33,56%                                                                                          | 0,21%                                            | 0,29%                                            | ‭7,0 bilhões                                        | 2,585 tri                | Governo FHC                   |
| 4.º tri. '98 | 2,81%                                                                                           | 33,56%                                                                                          | -1,15%                                           | 0,34%                                            | 8,7 bilhões                                        | 2,581 tri                | Governo FHC                   |
| 3.º tri. '98 | 2,81%                                                                                           | 33,56%                                                                                          | 0,06%                                            | 1,66%                                            | 42,5 bilhões                                       | 2,591 tri                | Governo FHC                   |
| 2.º tri. '98 | 2,81%                                                                                           | 33,56%                                                                                          | 1,59%                                            | 2,02%                                            | 51,5 bilhões                                       | 2,587 tri                | Governo FHC                   |
| 1.º tri. '98 | 2,81%                                                                                           | 33,56%                                                                                          | -1,94%                                           | 2,83%                                            | 71,5 bilhões                                       | 2,578 tri                | Governo FHC                   |
| 4.º tri. '97 | 2,81%                                                                                           | 33,56%                                                                                          | 0,83%                                            | 3,40%                                            | 84,5 bilhões                                       | 2,572 tri                | Governo FHC                   |

### Crescimento anual (R$)
O gráfico e a tabela a seguir mostram o crescimento anual, em reais, do PIB real brasileiro entre 1961 e 2019.

### Crescimento acumulado (R$)
O gráfico e a tabela a seguir mostram o crescimento acumulado, em reais, do PIB real brasileiro entre 1961 e 2019.

### Composição setorial
O gráfico e a tabela a seguir mostram a composição setorial, em porcentagem do PIB brasileiro, entre 1961 e 2018.
| Ano  | Crescimento anual do PIB real constante (%) | Crescimento anual do PIB real (R$ constantes) | PIB real (R$ constantes) | PIB nominal (R$ correntes) | Participação da formação bruta de capital fixo sobre o PIB | Participação de serviços sobre o PIB | Participação da indústria sobre o PIB | Participação da manufatura sobre o PIB | Participação da agricultura sobre o PIB | Governo                         |
| ---- | ------------------------------------------- | --------------------------------------------- | ------------------------ | -------------------------- | ---------------------------------------------------------- | ------------------------------------ | ------------------------------------- | -------------------------------------- | --------------------------------------- | ------------------------------- |
| 2021 | 2,8% (est. out 2020)                        | 108,9 bilhões                                 | 3,999 tri                | 8,171 tri (est. jan 2020)  |                                                            |                                      |                                       |                                        |                                         | Governo Bolsonaro               |
| 2020 | -5,8% (est. out 2020)                       | ‭-239,5 bilhões                                | 3,890 tri                | 7,701 tri (est. jan 2020)  |                                                            |                                      |                                       |                                        |                                         | Governo Bolsonaro               |
| 2019 | 1,14%                                       | 46.405.167.900,00                             | 4.129.261.010.300,00     | 7,251 tri (est. jan 2020)  |                                                            |                                      |                                       |                                        |                                         | Governo Bolsonaro               |
| 2018 | 1,32%                                       | 53.081.159.200,00                             | 4.082.855.842.400,00     | 6.827.586.000.000,00       | 15,83%                                                     | 62,63%                               | 18,44%                                | 9,66%                                  | 4,36%                                   | Governo Temer / Governo Dilma   |
| 2017 | 1,32%                                       | 52.612.643.700,00                             | 4.029.774.683.200,00     | 6.553.843.000.000,00       | 14,98%                                                     | 63,08%                               | 18,35%                                | 10,54%                                 | 4,63%                                   | Governo Temer / Governo Dilma   |
| 2016 | -3,28%                                      | -134.701.227.800,00                           | 3.977.162.039.500,00     | 6.267.205.000.000,00       | 15,53%                                                     | 63,20%                               | 18,35%                                | 10,78%                                 | 4,89%                                   | Governo Temer / Governo Dilma   |
| 2015 | -3,55%                                      | -151.156.597.800,00                           | 4.111.863.267.300,00     | 5.995.787.000.000,00       | 17,84%                                                     | 62,31%                               | 19,36%                                | 10,52%                                 | 4,32%                                   | Governo Temer / Governo Dilma   |
| 2014 | 0,50%                                       | 21.375.827.700,00                             | 4.263.019.865.100,00     | 5.778.954.000.000,00       | 19,87%                                                     | 61,25%                               | 20,47%                                | 10,34%                                 | 4,33%                                   | Governo Temer / Governo Dilma   |
| 2013 | 3,00%                                       | 123.735.833.800,00                            | 4.241.643.857.400,00     | 5.331.618.000.000,00       | 20,91%                                                     | 59,68%                               | 21,22%                                | 10,48%                                 | 4,51%                                   | Governo Temer / Governo Dilma   |
| 2012 | 1,92%                                       | 77.621.023.600,00                             | 4.117.908.023.600,00     | 4.814.760.000.000,00       | 20,72%                                                     | 58,73%                               | 22,13%                                | 10,68%                                 | 4,17%                                   | Governo Temer / Governo Dilma   |
| 2011 | 3,97%                                       | 154.439.569.700,00                            | 4.040.275.823.000,00     | 4.376.382.000.000,00       | 20,61%                                                     | 57,57%                               | 23,10%                                | 11,78%                                 | 4,34%                                   | Governo Temer / Governo Dilma   |
| 2010 | 7,53%                                       | 272.053.716.500,00                            | 3.885.836.253.300,00     | 3.885.847.000.000,00       | 20,54%                                                     | 57,61%                               | 23,27%                                | 12,72%                                 | 4,12%                                   | Governo Lula                    |
| 2009 | -0,13%                                      | -4.562.312.000,00                             | 3.613.782.536.800,00     | 3.333.039.355.300,00       | 19,10%                                                     | 59,14%                               | 21,88%                                | 13,06%                                 | 4,48%                                   | Governo Lula                    |
| 2008 | 5,09%                                       | 175.390.808.000,00                            | 3.618.344.848.800,00     | 3.109.803.089.100,00       | 19,39%                                                     | 56,80%                               | 23,08%                                | 13,96%                                 | 4,57%                                   | Governo Lula                    |
| 2007 | 6,07%                                       | 197.023.767.600,00                            | 3.442.954.040.800,00     | 2.720.262.937.800,00       | 18,00%                                                     | 57,73%                               | 23,12%                                | 14,15%                                 | 4,42%                                   | Governo Lula                    |
| 2006 | 3,96%                                       | 123.702.319.400,00                            | 3.245.930.273.200,00     | 2.409.449.922.000,00       | 17,21%                                                     | 57,14%                               | 23,54%                                | 14,11%                                 | 4,37%                                   | Governo Lula                    |
| 2005 | 3,20%                                       | 96.875.652.200,00                             | 3.122.227.953.800,00     | 2.170.584.503.500,00       | 17,06%                                                     | 56,08%                               | 24,17%                                | 14,74%                                 | 4,65%                                   | Governo Lula                    |
| 2004 | 5,76%                                       | 164.768.603.700,00                            | 3.025.352.201.600,00     | 1.957.751.213.000,00       | 17,32%                                                     | 54,92%                               | 24,31%                                | 15,10%                                 | 5,66%                                   | Governo Lula                    |
| 2003 | 1,14%                                       | 32.266.264.300,00                             | 2.860.583.597.900,00     | 1.717.950.396.400,00       | 16,61%                                                     | 56,36%                               | 23,08%                                | 14,45%                                 | 6,17%                                   | Governo Lula                    |
| 2002 | 3,05%                                       | 83.802.707.300,00                             | 2.828.317.333.600,00     | 1.488.787.255.200,00       | 17,93%                                                     | 57,35%                               | 22,49%                                | 12,36%                                 | 5,47%                                   | Governo FHC                     |
| 2001 | 1,39%                                       | 37.622.989.500,00                             | 2.744.514.626.300,00     | 1.315.755.467.800,00       | 18,42%                                                     | 57,71%                               | 22,64%                                | 13,09%                                 | 4,80%                                   | Governo FHC                     |
| 2000 | 4,11%                                       | 113.784.241.500,00                            | 2.706.891.636.800,00     | 1.199.092.070.900,00       | 18,30%                                                     | 58,25%                               | 23,01%                                | 13,14%                                 | 4,75%                                   | Governo FHC                     |
| 1999 | 0,47%                                       | 12.077.608.000,00                             | 2.593.107.395.300,00     | 1.087.710.456.100,00       | 17,02%                                                     | 60,20%                               | 21,75%                                | 12,31%                                 | 4,65%                                   | Governo FHC                     |
| 1998 | 0,34%                                       | 8.697.003.200,00                              | 2.581.029.787.300,00     | 1.002.351.019.200,00       | 18,54%                                                     | 61,12%                               | 22,12%                                | 12,16%                                 | 4,75%                                   | Governo FHC                     |
| 1997 | 3,40%                                       | 84.459.467.400,00                             | 2.572.332.784.100,00     | 952.089.196.100,00         | 19,12%                                                     | 60,61%                               | 22,59%                                | 13,02%                                 | 4,68%                                   | Governo FHC                     |
| 1996 | 2,21%                                       | 53.734.479.600,00                             | 2.487.873.316.700,00     | 854.763.607.800,00         | 18,64%                                                     | 60,32%                               | 22,34%                                | 13,07%                                 | 4,77%                                   | Governo FHC                     |
| 1995 | 4,42%                                       | 102.961.826.000,00                            | 2.434.138.837.100,00     | 705.991.552.900,00         | 20,29%                                                     | 58,12%                               | 23,38%                                | 14,54%                                 | 5,01%                                   | Governo FHC                     |
| 1994 | 5,33%                                       | 118.059.877.700,00                            | 2.331.177.011.100,00     | [CR$] R$ 356.801e+6        | 22,80%                                                     | 43,46%                               | 34,67%                                | 23,21%                                 | 8,54%                                   | Governo Itamar / Governo Collor |
| 1993 | 4,67%                                       | 98.643.756.300,00                             | 2.213.117.133.400,00     | [CR$] R$ 14.097e+6         | 19,28%                                                     | 44,13%                               | 36,13%                                | 21,67%                                 | 6,56%                                   | Governo Itamar / Governo Collor |
| 1992 | -0,47%                                      | -9.919.069.000,00                             | 2.114.473.377.100,00     | [Cr$] R$ 640.958.800       | 18,42%                                                     | 47,06%                               | 33,99%                                | 21,65%                                 | 6,78%                                   | Governo Itamar / Governo Collor |
| 1991 | 1,51%                                       | 31.641.087.100,00                             | 2.124.392.446.100,00     | [Cr$] R$ 60.286e+3         | 18,11%                                                     | 48,85%                               | 31,51%                                | 22,09%                                 | 6,79%                                   | Governo Itamar / Governo Collor |
| 1990 | -3,10%                                      | -67.003.276.400,00                            | 2.092.751.359.000,00     | [Cr$] R$ 11.548e+3         | 20,66%                                                     | 45,15%                               | 32,83%                                | 29,26%                                 | 6,87%                                   | Governo Itamar / Governo Collor |
| 1989 | 3,28%                                       | 68.579.236.900,00                             | 2.159.754.635.400,00     | [NCz$] R$ 425.595          | 26,90%                                                     | 48,37%                               | 42,28%                                | 29,26%                                 | 8,44%                                   | Governo Sarney                  |
| 1988 | -0,10%                                      | -2.149.273.400,00                             | 2.091.175.398.500,00     | [Cz$] R$ 31.477,70         | 22,72%                                                     | 41,79%                               | 39,45%                                | 27,98%                                 | 9,14%                                   | Governo Sarney                  |
| 1987 | 3,60%                                       | 72.733.785.000,00                             | 2.093.324.671.900,00     | [Cz$] R$ 4.195,11          | 22,30%                                                     | 39,70%                               | 41,29%                                | 28,76%                                 | 9,01%                                   | Governo Sarney                  |
| 1986 | 7,99%                                       | 149.470.609.500,00                            | 2.020.590.886.900,00     | [Cz$] R$ 1.331,57          | 19,09%                                                     | 38,88%                               | 40,19%                                | 29,34%                                 | 9,93%                                   | Governo Sarney                  |
| 1985 | 7,95%                                       | 137.732.589.300,00                            | 1.871.120.277.400,00     | [Cr$] R$ 502,74            | 16,95%                                                     | 39,27%                               | 41,24%                                | 30,72%                                 | 10,50%                                  | Governo Sarney                  |
| 1984 | 5,27%                                       | 86.763.011.400,00                             | 1.733.387.688.100,00     | [Cr$] R$ 140,40            | 16,87%                                                     | 39,04%                               | 41,68%                                | 30,88%                                 | 10,45%                                  | Governo Figueiredo              |
| 1983 | -3,41%                                      | -57.948.564.800,00                            | 1.646.624.676.700,00     | [Cr$] R$ 42,64             | 18,13%                                                     | 40,52%                               | 39,48%                                | 29,82%                                 | 9,83%                                   | Governo Figueiredo              |
| 1982 | 0,58%                                       | 9.654.689.500,00                              | 1.704.753.241.500,00     | [Cr$] R$ 18,38             | 21,44%                                                     | 40,86%                               | 40,99%                                | 31,07%                                 | 8,06%                                   | Governo Figueiredo              |
| 1981 | -4,39%                                      | -77.885.619.700,00                            | 1.694.918.552.000,00     | [Cr$] R$ 8,92              | 22,94%                                                     | 40,88%                               | 39,25%                                | 29,55%                                 | 9,64%                                   | Governo Figueiredo              |
| 1980 | 9,11%                                       | 148.032.316.400,00                            | 1.772.804.171.700,00     | [Cr$] R$ 4,50              | 22,90%                                                     | 40,80%                               | 39,59%                                | 30,25%                                 | 9,95%                                   | Governo Figueiredo              |
| 1979 | 6,77%                                       | 102.969.484.900,00                            | 1.624.771.855.300,00     | [Cr$] R$ 2,20              | 22,98%                                                     | 43,45%                               | 36,52%                                | 27,90%                                 | 9,90%                                   | Governo Figueiredo              |
| 1978 | 3,23%                                       | 47.640.626.100,00                             | 1.521.802.370.400,00     | [Cr$] R$ 1,32              | 22,21%                                                     | 42,71%                               | 35,52%                                | 27,19%                                 | 10,28%                                  | Governo Geisel                  |
| 1977 | 4,61%                                       | 64.914.414.300,00                             | 1.474.161.744.300,00     | [Cr$] R$ 0,91              | 21,37%                                                     | 41,13%                               | 34,05%                                | 25,86%                                 | 12,93%                                  | Governo Geisel                  |
| 1976 | 9,79%                                       | 125.667.709.600,00                            | 1.409.247.330.000,00     | [Cr$] R$ 0,59              | 22,49%                                                     | 41,65%                               | 34,98%                                | 26,78%                                 | 11,45%                                  | Governo Geisel                  |
| 1975 | 5,21%                                       | 63.552.156.600,00                             | 1.283.579.620.400,00     | [Cr$] R$ 0,37              | 24,37%                                                     | 42,14%                               | 35,47%                                | 26,72%                                 | 10,68%                                  | Governo Geisel                  |
| 1974 | 9,04%                                       | 101.168.567.500,00                            | 1.220.027.463.800,00     | [Cr$] R$ 0,26              | 22,81%                                                     | 40,86%                               | 34,82%                                | 26,55%                                 | 11,23%                                  | Governo Geisel                  |
| 1973 | 13,98%                                      | 137.220.240.800,00                            | 1.118.858.896.300,00     | [Cr$] R$ 0,18              | 21,48%                                                     | 40,82%                               | 33,42%                                | 25,54%                                 | 11,45%                                  | Governo Médici                  |
| 1972 | 12,05%                                      | 105.588.582.900,00                            | 981.638.655.500,00       | [Cr$] R$ 0,13              | 20,30%                                                     | 41,37%                               | 32,74%                                | 25,04%                                 | 11,07%                                  | Governo Médici                  |
| 1971 | 11,30%                                      | 88.908.342.000,00                             | 876.050.072.600,00       | [Cr$] R$ 0,09              | 19,77%                                                     | 41,91%                               | 32,72%                                | 25,00%                                 | 11,01%                                  | Governo Médici                  |
| 1970 | 8,77%                                       | 63.465.983.000,00                             | 787.141.730.600,00       | [Cr$] R$ 0,07              | 19,77%                                                     | 41,47%                               | 32,18%                                | 24,64%                                 | 10,37%                                  | Governo Médici                  |
| 1969 | 9,74%                                       | 64.204.936.500,00                             | 723.675.747.600,00       | [NCr$] R$ 0,06             | 19,77%                                                     | 41,42%                               | 31,31%                                | 24,18%                                 | 11,08%                                  | Governo Costa e Silva           |
| 1968 | 11,43%                                      | 67.631.185.300,00                             | 659.470.811.100,00       | [NCr$] R$ 0,04             | 19,77%                                                     | 41,66%                               | 30,69%                                | 23,86%                                 | 11,83%                                  | Governo Costa e Silva           |
| 1967 | 4,92%                                       | 27.727.604.600,00                             | 591.839.625.800,00       | [NCr$] R$ 0,03             | 19,77%                                                     | 43,96%                               | 29,15%                                | 22,45%                                 | 13,01%                                  | Governo Costa e Silva           |
| 1966 | 4,15%                                       | 22.479.692.800,00                             | 564.112.021.200,00       | [Cr$] R$ 0,02              | 19,77%                                                     | 41,73%                               | 29,80%                                | 23,43%                                 | 13,31%                                  | Governo Castello                |
| 1965 | 3,05%                                       | 16.048.634.400,00                             | 541.632.328.400,00       | [Cr$] R$ 0,01              | 19,77%                                                     | 42,52%                               | 29,93%                                | 23,35%                                 | 16,67%                                  | Governo Castello                |
| 1964 | 3,49%                                       | 17.702.613.100,00                             | 525.583.694.000,00       | [Cr$] R$ 0,01              | 19,77%                                                     | 43,76%                               | 32,02%                                | 24,39%                                 | 15,84%                                  | Governo Castello                |
| 1963 | 0,88%                                       | 4.403.778.000,00                              | 507.881.080.900,00       | [Cr$] R$ 0,005             | 19,77%                                                     | 40,17%                               | 34,77%                                | 27,18%                                 | 15,13%                                  | Governo Goulart / Governo Jânio |
| 1962 | 5,22%                                       | 24.959.759.400,00                             | 503.477.302.900,00       | [Cr$] R$ 0,003             | 19,77%                                                     | 44,16%                               | 29,84%                                | 23,95%                                 | 15,53%                                  | Governo Goulart / Governo Jânio |
| 1961 | 10,28%                                      | 44.606.096.800,00                             | 478.517.543.500,00       | [Cr$] R$ 0,001             | 19,77%                                                     | 33,98%                               | 36,60%                                | 27,52%                                 | 17,09%                                  | Governo Goulart / Governo Jânio |

### Crescimento anual da rendaper capita(%)
O gráfico e a tabela a seguir mostram o crescimento anual da renda per capita, em porcentagem, do PIB brasileiro entre 1961 e 2018.

### Crescimento anual da rendaper capita(R$)
O gráfico e a tabela a seguir mostram o crescimento anual da renda per capita, em reais, do PIB real brasileiro entre 1961 e 2018.

### Crescimento acumulado da rendaper capita(R$)
O gráfico e a tabela a seguir mostram o crescimento acumulado da renda per capita, em reais, do PIB real brasileiro entre 1961 e 2018.
| Ano  | Crescimento anual do PIB real per capita constante (%) | Crescimento anual do PIB real per capita (R$ constantes) | PIB real per capita (R$/hab. constantes) | PIB nominal per capita (R$/hab. correntes) | Governo                         |
| ---- | ------------------------------------------------------ | -------------------------------------------------------- | ---------------------------------------- | ------------------------------------------ | ------------------------------- |
| 2021 |                                                        |                                                          |                                          | 38.302,34 (est. jan 2020)                  | Governo Bolsonaro               |
| 2020 | 36.644,87 (est. jan 2020)                              |                                                          |                                          |                                            | Governo Bolsonaro               |
| 2019 | 34.505,53 (est. jan 2020)                              |                                                          |                                          |                                            | Governo Bolsonaro               |
| 2018 | 0,33%                                                  | 63,43                                                    | 19.397,37                                | 32.594,68                                  | Governo Temer / Governo Dilma   |
| 2017 | 0,25%                                                  | 48,49                                                    | 19.333,94                                | 31.534,05                                  | Governo Temer / Governo Dilma   |
| 2016 | -4,10%                                                 | -824,24                                                  | 19.285,45                                | 30.399.26                                  | Governo Temer / Governo Dilma   |
| 2015 | -4,35%                                                 | -914,88                                                  | 20.109,69                                | 29.323,30                                  | Governo Temer / Governo Dilma   |
| 2014 | -0,35%                                                 | -74,37                                                   | 21.024,57                                | 28.500,92                                  | Governo Temer / Governo Dilma   |
| 2013 | 2,11%                                                  | 435,77                                                   | 21.098,94                                | 26.520,72                                  | Governo Temer / Governo Dilma   |
| 2012 | 1,01%                                                  | 207,53                                                   | 20.663,17                                | 24.159,89                                  | Governo Temer / Governo Dilma   |
| 2011 | 3,03%                                                  | 600,88                                                   | 20.455,64                                | 22.157,26                                  | Governo Temer / Governo Dilma   |
| 2010 | 6,52%                                                  | 1.216,07                                                 | 19.854,75                                | 19.854,75                                  | Governo Lula                    |
| 2009 | -1,08%                                                 | -203,87                                                  | 18.638,70                                | 17.190,67                                  | Governo Lula                    |
| 2008 | 4,05%                                                  | 734,19                                                   | 18.842,57                                | 16.194,33                                  | Governo Lula                    |
| 2007 | 4,97%                                                  | 858,15                                                   | 18.108,38                                | 14.307,35                                  | Governo Lula                    |
| 2006 | 2,83%                                                  | 475,52                                                   | 17.250,23                                | 12.804,82                                  | Governo Lula                    |
| 2005 | 2,03%                                                  | 333,16                                                   | 16.774,71                                | 11.661,84                                  | Governo Lula                    |
| 2004 | 4,50%                                                  | 707,57                                                   | 16.441,55                                | 10.639,58                                  | Governo Lula                    |
| 2003 | -0,12%                                                 | -19,37                                                   | 15.733,98                                | 9.449,19                                   | Governo Lula                    |
| 2002 | 1,71%                                                  | 264,77                                                   | 15.753,35                                | 8.292,35                                   | Governo FHC                     |
| 2001 | 0,01%                                                  | 2,07                                                     | 15.488,58                                | 7.425,42                                   | Governo FHC                     |
| 2000 | 2,91%                                                  | 438,18                                                   | 15.486,51                                | 6.860,17                                   | Governo FHC                     |
| 1999 | -1,01%                                                 | -153,40                                                  | 15.048,33                                | 6.312,20                                   | Governo FHC                     |
| 1998 | -1,18%                                                 | -182,20                                                  | 15.201,73                                | 5.903,64                                   | Governo FHC                     |
| 1997 | 1,79%                                                  | 270,62                                                   | 15.383,93                                | 5.694,01                                   | Governo FHC                     |
| 1996 | 0,60%                                                  | 89,61                                                    | 15.113,31                                | 5.192,51                                   | Governo FHC                     |
| 1995 | 2,75%                                                  | 402,00                                                   | 15.023,70                                | 4.357,44                                   | Governo FHC                     |
| 1994 | 3,63%                                                  | 511,85                                                   | 14.621,70                                | [CR$] R$ 2.237,94                          | Governo Itamar / Governo Collor |
| 1993 | 2,94%                                                  | 402,59                                                   | 14.109,85                                | [CR$] R$ 89,88                             | Governo Itamar / Governo Collor |
| 1992 | -2,15%                                                 | -301,45                                                  | 13.707,26                                | [Cr$] R$ 4,15                              | Governo Itamar / Governo Collor |
| 1991 | -0,26%                                                 | -36,30                                                   | 14.008,71                                | [Cr$] R$ 0,40                              | Governo Itamar / Governo Collor |
| 1990 | -4,84%                                                 | -714,64                                                  | 14.045,01                                | [Cr$] R$ 0,08                              | Governo Itamar / Governo Collor |
| 1989 | 1,37%                                                  | 199,94                                                   | 14.759,65                                | [NCz$] R$ 0,003                            | Governo Sarney                  |
| 1988 | -2,01%                                                 | -297,99                                                  | 14.559,71                                | [Cz$] R$ 0,000                             | Governo Sarney                  |
| 1987 | 1,55%                                                  | 227,28                                                   | 14.857,70                                | [Cz$] R$ 0,000                             | Governo Sarney                  |
| 1986 | 5,77%                                                  | 798,35                                                   | 14.630,42                                | [Cz$] R$ 0,000                             | Governo Sarney                  |
| 1985 | 5,64%                                                  | 738,39                                                   | 13.832,07                                | [Cr$] R$ 0,000                             | Governo Sarney                  |
| 1984 | 2,93%                                                  | 373,40                                                   | 13.093,68                                | [Cr$] R$ 0,000                             | Governo Figueiredo              |
| 1983 | -5,61%                                                 | -756,21                                                  | 12.720,28                                | [Cr$] R$ 0,000                             | Governo Figueiredo              |
| 1982 | -1,75%                                                 | -239,74                                                  | 13.476,49                                | [Cr$] R$ 0,000                             | Governo Figueiredo              |
| 1981 | -6,62%                                                 | -972,19                                                  | 13.716,23                                | [Cr$] R$ 0,000                             | Governo Figueiredo              |
| 1980 | 6,57%                                                  | 904,96                                                   | 14.688,42                                | [Cr$] R$ 0,000                             | Governo Figueiredo              |
| 1979 | 4,27%                                                  | 564,32                                                   | 13.783,46                                | [Cr$] R$ 0,000                             | Governo Figueiredo              |
| 1978 | 0,81%                                                  | 106,78                                                   | 13.219,14                                | [Cr$] R$ 0,000                             | Governo Geisel                  |
| 1977 | 2,15%                                                  | 276,62                                                   | 13.112,36                                | [Cr$] R$ 0,000                             | Governo Geisel                  |
| 1976 | 7,22%                                                  | 863,86                                                   | 12.835,74                                | [Cr$] R$ 0,000                             | Governo Geisel                  |
| 1975 | 2,75%                                                  | 319,97                                                   | 11.971,88                                | [Cr$] R$ 0,000                             | Governo Geisel                  |
| 1974 | 6,50%                                                  | 710,54                                                   | 11.651,91                                | [Cr$] R$ 0,000                             | Governo Geisel                  |
| 1973 | 11,30%                                                 | 1.111,16                                                 | 10.941,37                                | [Cr$] R$ 0,000                             | Governo Médici                  |
| 1972 | 9,39%                                                  | 843,51                                                   | 9.830,21                                 | [Cr$] R$ 0,000                             | Governo Médici                  |
| 1971 | 8,59%                                                  | 710,86                                                   | 8.986,70                                 | [Cr$] R$ 0,000                             | Governo Médici                  |
| 1970 | 6,06%                                                  | 473,12                                                   | 8.275,84                                 | [Cr$] R$ 0,000                             | Governo Médici                  |
| 1969 | 6,94%                                                  | 506,65                                                   | 7.802,72                                 | [NCr$] R$ 0,000                            | Governo Costa e Silva           |
| 1968 | 8,53%                                                  | 573,36                                                   | 7.296,07                                 | [NCr$] R$ 0,000                            | Governo Costa e Silva           |
| 1967 | 2,13%                                                  | 140,04                                                   | 6.722,71                                 | [NCr$] R$ 0,000                            | Governo Costa e Silva           |
| 1966 | 1,33%                                                  | 86,22                                                    | 6.582,67                                 | [Cr$] R$ 0,000                             | Governo Castello                |
| 1965 | 0,20%                                                  | 12,93                                                    | 6.496,45                                 | [Cr$] R$ 0,000                             | Governo Castello                |
| 1964 | 0,56%                                                  | 36,09                                                    | 6.483,52                                 | [Cr$] R$ 0,000                             | Governo Castello                |
| 1963 | -2,02%                                                 | -132,74                                                  | 6.447,43                                 | [Cr$] R$ 0,000                             | Governo Goulart / Governo Jânio |
| 1962 | 2,19%                                                  | 140,81                                                   | 6.580,17                                 | [Cr$] R$ 0,000                             | Governo Goulart / Governo Jânio |
| 1961 | 7,11%                                                  | 427,45                                                   | 6.439,36                                 | [Cr$] R$ 0,000                             | Governo Goulart / Governo Jânio |

## Evolução da dívida pública
O gráfico e a tabela a seguir mostram a evolução da dívida pública bruta (do governo geral) em relação ao PIB nominal brasileiro, em reais, entre 2001 e 2019, segundo o Banco Central do Brasil. Há uma correlação entre a proporção da dívida em relação ao PIB aumentar quando as despesas governamentais superam as receitas de um ano vigente, porém não é necessariamente um efeito linear.
| Ano  | Dívida pública bruta (R$) | Dívida pública bruta (% do PIB) | Governo                       |
| ---- | ------------------------- | ------------------------------- | ----------------------------- |
| 2019 | 5.500.104.000.000,00      | 75,9%                           | Governo Bolsonaro             |
| 2018 | 5.271.982.000.000,00      | 76,5%                           | Governo Temer / Governo Dilma |
| 2017 | 4.854.679.000.000,00      | 73,7%                           | Governo Temer / Governo Dilma |
| 2016 | 4.378.486.000.000,00      | 69,8%                           | Governo Temer / Governo Dilma |
| 2015 | 3.927.523.000.000,00      | 65,5%                           | Governo Temer / Governo Dilma |
| 2014 | 3.252.449.000.000,00      | 56,3%                           | Governo Temer / Governo Dilma |
| 2013 | 2.747.997.000.000,00      | 51,5%                           | Governo Temer / Governo Dilma |
| 2012 | 2.583.946.000.000,00      | 53,7%                           | Governo Temer / Governo Dilma |
| 2011 | 2.243.604.000.000,00      | 51,3%                           | Governo Temer / Governo Dilma |
| 2010 | 2.011.522.000.000,00      | 51,8%                           | Governo Lula                  |
| 2009 | 1.973.424.000.000,00      | 59,2%                           | Governo Lula                  |
| 2008 | 1.740.888.000.000,00      | 56,0%                           | Governo Lula                  |
| 2007 | 1.542.852.000.000,00      | 56,7%                           | Governo Lula                  |
| 2006 | 1.336.645.000.000,00      | 55,5%                           | Governo Lula                  |
| 2005 | 1.453.608.000.000,00      | 67,0%                           | Governo Lula                  |
| 2004 | 1.331.761.000.000,00      | 68,0%                           | Governo Lula                  |
| 2003 | 1.228.569.000.000,00      | 71,5%                           | Governo Lula                  |
| 2002 | 1.132.894.000.000,00      | 76,1%                           | Governo FHC                   |
| 2001 | 885.907.000.000,00        | 67,3%                           | Governo FHC                   |

## Evolução histórica, em dólares estadunidenses
Os gráficos e as tabelas a seguir mostram a evolução do PIB nominal brasileiro em preços correntes e constantes de 2010, além da comparação per capita, em dólares estadunidenses, entre o período máximo de 1961 e 2019 devido à disponibilidade de dados.
Certos dados utilizados para elaboração da tabela são do Banco Mundial e OCDE, exceto os períodos futuros grifados em cinza, que seriam estimativas de mercado e estimativas do IBGE e FMI, incluindo o World Economic Outlook, ou Panorama Econômico Mundial, realizado em outubro de 2020. A maioria das estimativas futuras são atualizadas a cada 6 meses, sendo em abril e outubro, e parte delas são atualizadas a cada 1 ano, sendo em janeiro.
Todas as porcentagens obtidas em casa de milhar estão sendo exibidas em casa de centena, porém arredondadas para o número mais próximo. O ano-base utilizado para o crescimento constante do PIB é atualizado a cada dez anos, e apenas aqueles terminando em dígito zero (como em 2020 e 2030).

### Crescimento anual (US$)
O gráfico e a tabela a seguir mostram o crescimento anual, em dólares estadunidenses, do PIB nominal brasileiro entre 1961 e 2019.

### Crescimento acumulado (US$)
O gráfico e a tabela a seguir mostram o crescimento acumulado, em dólares estadunidenses, do PIB nominal brasileiro entre 1961 e 2019.
| Ano  | Crescimento anual do PIB nominal constante (%) | Crescimento anual do PIB nominal (US$ constantes) | PIB nominal (US$ constantes) | PIB nominal (US$ correntes) | Crescimento anual do PIB nominal corrente (%) | Posição na economia mundial | Governo                         |
| ---- | ---------------------------------------------- | ------------------------------------------------- | ---------------------------- | --------------------------- | --------------------------------------------- | --------------------------- | ------------------------------- |
| 2021 | 2,8% (est. out 2020)                           | 61,9 bilhões                                      | 2,273 tri                    | 2,156 tri (est. abr 2019)   | 4,56%                                         | 12.ª                        | Governo Bolsonaro               |
| 2020 | -5,8% (est. out 2020)                          | ‭-136,1 bilhões                                    | 2,211 tri                    | 2,063 tri (est. abr 2019)   | 5,22%                                         | 12.ª                        | Governo Bolsonaro               |
| 2019 | 1,14%                                          | 26.378.539.800,00                                 | 2.347.235.897.600,00         | 1,960 tri (est. abr 2019)   | 4,90%                                         | 09.ª                        | Governo Bolsonaro               |
| 2018 | 1,32%                                          | 30.173.438.300,00                                 | 2.320.857.357.800,00         | 1.868.626.087.900,00        | -9,01%                                        | 09.ª -1                     | Governo Temer / Governo Dilma   |
| 2017 | 1,32%                                          | 29.907.115.500,00                                 | 2.290.683.919.500,00         | 2.053.594.973.900,00        | 14,32%                                        | 08.ª +1                     | Governo Temer / Governo Dilma   |
| 2016 | -3,28%                                         | -76.569.525.800,00                                | 2.260.776.804.000,00         | 1.796.275.437.000,00        | -0,33%                                        | 09.ª                        | Governo Temer / Governo Dilma   |
| 2015 | -3,55%                                         | -85.926.129.300,00                                | 2.337.346.329.800,00         | 1.802.214.373.700,00        | -26,62%                                       | 09.ª -2                     | Governo Temer / Governo Dilma   |
| 2014 | 0,50%                                          | 12.151.130.200,00                                 | 2.423.272.459.100,00         | 2.455.994.050.100,00        | -0,68%                                        | 07.ª                        | Governo Temer / Governo Dilma   |
| 2013 | 3,00%                                          | 70.337.405.200,00                                 | 2.411.121.328.900,00         | 2.472.806.456.100,00        | 0,31%                                         | 07.ª                        | Governo Temer / Governo Dilma   |
| 2012 | 1,92%                                          | 44.122.321.700,00                                 | 2.340.783.923.700,00         | 2.465.188.674.400,00        | -5,77%                                        | 07.ª -1                     | Governo Temer / Governo Dilma   |
| 2011 | 3,97%                                          | 87.789.955.800,00                                 | 2.296.661.602.000,00         | 2.616.201.578.100,00        | 18,44%                                        | 06.ª +1                     | Governo Temer / Governo Dilma   |
| 2010 | 7,53%                                          | 154.646.693.500,00                                | 2.208.871.646.200,00         | 2.208.871.646.200,00        | 32,50%                                        | 07.ª +1                     | Governo Lula                    |
| 2009 | -0,13%                                         | -2.587.717.100,00                                 | 2.054.224.952.700,00         | 1.667.019.783.500,00        | -1,70%                                        | 08.ª +1                     | Governo Lula                    |
| 2008 | 5,09%                                          | 99.699.186.000,00                                 | 2.056.812.669.800,00         | 1.695.824.563.900,00        | 19,32%                                        | 09.ª +1                     | Governo Lula                    |
| 2007 | 6,07%                                          | 111.996.236.700,00                                | 1.957.113.483.800,00         | 1.397.084.349.900,00        | 26,13%                                        | 10.ª                        | Governo Lula                    |
| 2006 | 3,96%                                          | 70.317.375.700,00                                 | 1.845.117.247.100,00         | 1.107.640.289.600,00        | 24,23%                                        | 10.ª +1                     | Governo Lula                    |
| 2005 | 3,20%                                          | 55.068.065.300,00                                 | 1.774.799.871.400,00         | 891.630.177.200,00          | 33,21%                                        | 11.ª +2                     | Governo Lula                    |
| 2004 | 5,76%                                          | 93.661.103.400,00                                 | 1.719.731.806.100,00         | 669.316.654.000,00          | 19,88%                                        | 13.ª +1                     | Governo Lula                    |
| 2003 | 1,14%                                          | 18.341.441.600,00                                 | 1.626.070.702.700,00         | 558.319.920.800,00          | 9,91%                                         | 14.ª -1                     | Governo Lula                    |
| 2002 | 3,05%                                          | 47.636.829.600,00                                 | 1.607.729.261.100,00         | 507.962.487.700,00          | -9,19%                                        | 13.ª -2                     | Governo FHC                     |
| 2001 | 1,39%                                          | 21.386.413.400,00                                 | 1.560.092.431.500,00         | 559.372.276.000,00          | -14,65%                                       | 11.ª -1                     | Governo FHC                     |
| 2000 | 4,11%                                          | 64.679.530.500,00                                 | 1.538.706.018.100,00         | 655.420.645.400,00          | 9,35%                                         | 10.ª                        | Governo FHC                     |
| 1999 | 0,47%                                          | 6.865.404.200,00                                  | 1.474.026.487.600,00         | 599.388.579.900,00          | -30,60%                                       | 10.ª -2                     | Governo FHC                     |
| 1998 | 0,34%                                          | 4.943.727.700,00                                  | 1.467.161.083.400,00         | 863.723.411.600,00          | -2,20%                                        | 08.ª                        | Governo FHC                     |
| 1997 | 3,40%                                          | 48.010.156.500,00                                 | 1.462.217.355.700,00         | 883.199.625.300,00          | 3,85%                                         | 08.ª                        | Governo FHC                     |
| 1996 | 2,21%                                          | 30.547.199.200,00                                 | 1.414.207.199.200,00         | 850.426.432.900,00          | 10,54%                                        | 08.ª -1                     | Governo FHC                     |
| 1995 | 4,42%                                          | 58.530.000.000,00                                 | 1.383.660.000.000,00         | 769.305.386.100,00          | 37,84%                                        | 07.ª +2                     | Governo FHC                     |
| 1994 | 5,33%                                          | 67.110.000.000,00                                 | 1.325.130.000.000,00         | 558.111.997.400,00          | 27,48%                                        | 09.ª +2                     | Governo Itamar / Governo Collor |
| 1993 | 4,67%                                          | 56.070.000.000,00                                 | 1.258.020.000.000,00         | 437.798.577.600,00          | 9,29%                                         | 11.ª                        | Governo Itamar / Governo Collor |
| 1992 | -0,47%                                         | -5.640.000.000,00                                 | 1.201.950.000.000,00         | 400.599.250.000,00          | -33,55%                                       | 11.ª -2                     | Governo Itamar / Governo Collor |
| 1991 | 1,51%                                          | 17.990.000.000,00                                 | 1.207.590.000.000,00         | 602.860.000.000,00          | 30,50%                                        | 09.ª +1                     | Governo Itamar / Governo Collor |
| 1990 | -3,10%                                         | -38.090.000.000,00                                | 1.189.600.000.000,00         | 461.951.782.000,00          | 8,54%                                         | 10.ª -1                     | Governo Itamar / Governo Collor |
| 1989 | 3,28%                                          | 38.980.000.000,00                                 | 1.227.690.000.000,00         | 425.595.310.000,00          | 28,81%                                        | 09.ª +1                     | Governo Sarney                  |
| 1988 | -0,10%                                         | -1.220.000.000,00                                 | 1.188.710.000.000,00         | 330.397.381.900,00          | 12,34%                                        | 10.ª                        | Governo Sarney                  |
| 1987 | 3,60%                                          | 41.340.000.000,00                                 | 1.189.930.000.000,00         | 294.084.112.300,00          | 9,68%                                         | 10.ª -1                     | Governo Sarney                  |
| 1986 | 7,99%                                          | 84.970.000.000,00                                 | 1.148.590.000.000,00         | 268.137.224.700,00          | 20,27%                                        | 09.ª +1                     | Governo Sarney                  |
| 1985 | 7,95%                                          | 78.293.000.000,00                                 | 1.063.620.000.000,00         | 222.942.790.400,00          | 6,66%                                         | 10.ª +4                     | Governo Sarney                  |
| 1984 | 5,27%                                          | 49.319.000.000,00                                 | 985.327.000.000,00           | 209.023.912.600,00          | 2,81%                                         | 14.ª                        | Governo Figueiredo              |
| 1983 | -3,41%                                         | -33.042.000.000,00                                | 936.008.000.000,00           | 203.304.515.490,00          | -27,83%                                       | 14.ª -1                     | Governo Figueiredo              |
| 1982 | 0,58%                                          | 5.590.000.000,00                                  | 969.050.000.000,00           | 281.682.304.100,00          | 6,87%                                         | 13.ª +2                     | Governo Figueiredo              |
| 1981 | -4,39%                                         | -44.270.000.000,00                                | 963.460.000.000,00           | 263.561.088.900,00          | 12,14%                                        | 15.ª +1                     | Governo Figueiredo              |
| 1980 | 9,11%                                          | 84.144.000.000,00                                 | 1.007.730.000.000,00         | 235.024.598.900,00          | 4,47%                                         | 16.ª -6                     | Governo Figueiredo              |
| 1979 | 6,77%                                          | 58.532.000.000,00                                 | 923.586.000.000,00           | 224.969.488.800,00          | 12,03%                                        | 10.ª -1                     | Governo Figueiredo              |
| 1978 | 3,23%                                          | 27.081.000.000,00                                 | 865.054.000.000,00           | 200.800.891.800,00          | 13,98%                                        | 09.ª                        | Governo Geisel                  |
| 1977 | 4,61%                                          | 36.900.000.000,00                                 | 837.973.000.000,00           | 176.171.284.300,00          | 15,39%                                        | 09.ª                        | Governo Geisel                  |
| 1976 | 9,79%                                          | 71.435.000.000,00                                 | 801.073.000.000,00           | 152.678.020.400,00          | 23,42%                                        | 09.ª +2                     | Governo Geisel                  |
| 1975 | 5,21%                                          | 36.125.000.000,00                                 | 729.638.000.000,00           | 123.709.376.500,00          | 17,66%                                        | 11.ª +1                     | Governo Geisel                  |
| 1974 | 9,04%                                          | 57.509.000.000,00                                 | 693.513.000.000,00           | 105.136.007.500,00          | 26,78%                                        | 12.ª                        | Governo Geisel                  |
| 1973 | 13,98%                                         | 78.001.000.000,00                                 | 636.004.000.000,00           | 79.279.057.700,00           | 35,43%                                        | 12.ª +2                     | Governo Médici                  |
| 1972 | 12,05%                                         | 60.021.000.000,00                                 | 558.003.000.000,00           | 58.539.008.700,00           | 18,97%                                        | 14.ª +1                     | Governo Médici                  |
| 1971 | 11,30%                                         | 50.539.000.000,00                                 | 497.982.000.000,00           | 49.204.456.700,00           | 16,25%                                        | 15.ª                        | Governo Médici                  |
| 1970 | 8,77%                                          | 36.077.000.000,00                                 | 447.443.000.000,00           | 42.327.600.000,00           | 13,00%                                        | 15.ª -5                     | Governo Médici                  |
| 1969 | 9,74%                                          | 36.496.000.000,00                                 | 411.366.000.000,00           | 37.458.898.200,00           | 10,58%                                        | 10.ª                        | Governo Costa e Silva           |
| 1968 | 11,43%                                         | 38.445.000.000,00                                 | 374.870.000.000,00           | 33.875.881.800,00           | 10,73%                                        | 10.ª +1                     | Governo Costa e Silva           |
| 1967 | 4,92%                                          | 15.761.000.000,00                                 | 336.425.000.000,00           | 30.591.834.000,00           | 13,04%                                        | 11.ª +1                     | Governo Costa e Silva           |
| 1966 | 4,15%                                          | 12.778.000.000,00                                 | 320.664.000.000,00           | 27.062.716.500,00           | 24,19%                                        | 12.ª +2                     | Governo Castello                |
| 1965 | 3,05%                                          | 9.123.000.000,00                                  | 307.886.000.000,00           | 21.790.035.100,00           | 2,73%                                         | 14.ª -2                     | Governo Castello                |
| 1964 | 3,49%                                          | 10.063.000.000,00                                 | 298.763.000.000,00           | 21.211.892.260,00           | -7,86%                                        | 12.ª -3                     | Governo Castello                |
| 1963 | 0,88%                                          | 2.503.000.000,00                                  | 288.700.000.000,00           | 23.021.477.200,00           | 15,53%                                        | 09.ª +2                     | Governo Goulart / Governo Jânio |
| 1962 | 5,22%                                          | 14.188.000.000,00                                 | 286.197.000.000,00           | 19.926.293.800,00           | 30,78%                                        | 11.ª                        | Governo Goulart / Governo Jânio |
| 1961 | 10,28%                                         | 25.356.000.000,00                                 | 272.009.000.000,00           | 15.236.854.800,00           | 0,47%                                         | 11.ª -1                     | Governo Goulart / Governo Jânio |

### Crescimento anual da rendaper capita(US$)
O gráfico e a tabela a seguir mostram o crescimento anual da renda per capita, em dólares estadunidenses, do PIB nominal brasileiro entre 1961 e 2018.

### Crescimento acumulado da rendaper capita(US$)
O gráfico e a tabela a seguir mostram o crescimento acumulado da renda per capita, em dólares estadunidenses, do PIB nominal brasileiro entre 1961 e 2018.
| Ano  | Crescimento anual do PIB nominal per capita constante (%) | Variação anual do PIB nominal per capita (US$ constantes) | PIB nominal per capita (US$/hab. constantes) | PIB nominal per capita (US$/hab. correntes) | Crescimento anual do PIB nominal per capita corrente (%) | Posição na economia per capita mundial | Governo                         |
| ---- | --------------------------------------------------------- | --------------------------------------------------------- | -------------------------------------------- | ------------------------------------------- | -------------------------------------------------------- | -------------------------------------- | ------------------------------- |
| 2021 |                                                           |                                                           |                                              | 10.145,30 (est. abr 2019)                   | 3,89%                                                    | 76.ª -2                                | Governo Bolsonaro               |
| 2020 | 9.765,50 (est. abr 2019)                                  | 4,51%                                                     | 74.ª -5                                      |                                             |                                                          |                                        | Governo Bolsonaro               |
| 2019 | 8.796,91 (est. abr 2019)                                  | 4,74%                                                     | 69.ª +8                                      |                                             |                                                          |                                        | Governo Bolsonaro               |
| 2018 | 0,33%                                                     | 36,05                                                     | 11.026,24                                    | 8.920,76                                    | -9,72%                                                   | 77.ª -7                                | Governo Temer / Governo Dilma   |
| 2017 | 0,25%                                                     | 27,56                                                     | 10.990,19                                    | 9.880,95                                    | 13,41%                                                   | 70.ª +2                                | Governo Temer / Governo Dilma   |
| 2016 | -4,10%                                                    | -468,52                                                   | 10.962,63                                    | 8.712,89                                    | -1,15%                                                   | 72.ª +2                                | Governo Temer / Governo Dilma   |
| 2015 | -4,35%                                                    | -520,06                                                   | 11.431,15                                    | 8.814,00                                    | -27,23%                                                  | 74.ª -10                               | Governo Temer / Governo Dilma   |
| 2014 | -0,35%                                                    | -42,27                                                    | 11.951,21                                    | 12.112,59                                   | -1,53%                                                   | 64.ª                                   | Governo Temer / Governo Dilma   |
| 2013 | 2,11%                                                     | 247,70                                                    | 11.993,48                                    | 12.300,32                                   | -0,56%                                                   | 64.ª -3                                | Governo Temer / Governo Dilma   |
| 2012 | 1,01%                                                     | 117,97                                                    | 11.745,78                                    | 12.370,02                                   | -6,61%                                                   | 61.ª -2                                | Governo Temer / Governo Dilma   |
| 2011 | 3,03%                                                     | 341,57                                                    | 11.627,81                                    | 13.245,62                                   | 17,36%                                                   | 59.ª                                   | Governo Temer / Governo Dilma   |
| 2010 | 6,52%                                                     | 691,25                                                    | 11.286,24                                    | 11.286,24                                   | 31,27%                                                   | 59.ª +3                                | Governo Lula                    |
| 2009 | -1,08%                                                    | -115,88                                                   | 10.594,99                                    | 8.597,92                                    | -2,64%                                                   | 62.ª +6                                | Governo Lula                    |
| 2008 | 4,05%                                                     | 417,34                                                    | 10.710,87                                    | 8.831,02                                    | 20,18%                                                   | 68.ª -1                                | Governo Lula                    |
| 2007 | 4,97%                                                     | 487,80                                                    | 10.293,53                                    | 7.348,03                                    | 24,83%                                                   | 67.ª +1                                | Governo Lula                    |
| 2006 | 2,83%                                                     | 270,31                                                    | 9.805,73                                     | 5.886,46                                    | 22,88%                                                   | 68.ª +8                                | Governo Lula                    |
| 2005 | 2,03%                                                     | 189,38                                                    | 9.535,42                                     | 4.790,44                                    | 31,70%                                                   | 76.ª +4                                | Governo Lula                    |
| 2004 | 4,50%                                                     | 402,21                                                    | 9.346,04                                     | 3.637,46                                    | 18,45%                                                   | 80.ª +1                                | Governo Lula                    |
| 2003 | -0,12%                                                    | -11,01                                                    | 8.943,83                                     | 3.070,91                                    | 8,54%                                                    | 81.ª -1                                | Governo Lula                    |
| 2002 | 1,71%                                                     | 150,51                                                    | 8.954,84                                     | 2.829,28                                    | -10,37%                                                  | 80.ª -5                                | Governo FHC                     |
| 2001 | 0,01%                                                     | 1,18                                                      | 8.804,33                                     | 3.156,80                                    | -15,81%                                                  | 75.ª -5                                | Governo FHC                     |
| 2000 | 2,91%                                                     | 249,08                                                    | 8.803,15                                     | 3.749,75                                    | 7,80%                                                    | 70.ª                                   | Governo FHC                     |
| 1999 | -1,01%                                                    | -87,21                                                    | 8.554,07                                     | 3.478,37                                    | -31,62%                                                  | 70.ª -18                               | Governo FHC                     |
| 1998 | -1,18%                                                    | -103,57                                                   | 8.641,28                                     | 5.087,15                                    | -3,69%                                                   | 52.ª -2                                | Governo FHC                     |
| 1997 | 1,79%                                                     | 153,83                                                    | 8.744,85                                     | 5.282,01                                    | 2,24%                                                    | 50.ª +2                                | Governo FHC                     |
| 1996 | 0,60%                                                     | 50,94                                                     | 8.591,02                                     | 5.166,16                                    | 8,80%                                                    | 52.ª                                   | Governo FHC                     |
| 1995 | 2,75%                                                     | 228,52                                                    | 8.540,08                                     | 4.748,22                                    | 35,64%                                                   | 52.ª +4                                | Governo FHC                     |
| 1994 | 3,63%                                                     | 290,95                                                    | 8.311,56                                     | 3.500,61                                    | 25,41%                                                   | 56.ª +6                                | Governo Itamar / Governo Collor |
| 1993 | 2,94%                                                     | 228,85                                                    | 8.020,61                                     | 2.791,21                                    | 7,48%                                                    | 62.ª +4                                | Governo Itamar / Governo Collor |
| 1992 | -2,15%                                                    | -171,35                                                   | 7.791,76                                     | 2.596,92                                    | -34,67%                                                  | 66.ª -8                                | Governo Itamar / Governo Collor |
| 1991 | -0,26%                                                    | -20,64                                                    | 7.963,11                                     | 3.975,39                                    | 28,23%                                                   | 58.ª -5                                | Governo Itamar / Governo Collor |
| 1990 | -4,84%                                                    | -406,23                                                   | 7.983,75                                     | 3.100,28                                    | 6,59%                                                    | 53.ª -4                                | Governo Itamar / Governo Collor |
| 1989 | 1,37%                                                     | 113,65                                                    | 8.389,98                                     | 2.908,50                                    | 26,43%                                                   | 49.ª +11                               | Governo Sarney                  |
| 1988 | -2,01%                                                    | -169,38                                                   | 8.276,33                                     | 2.300,38                                    | 10,21%                                                   | 60.ª +2                                | Governo Sarney                  |
| 1987 | 1,55%                                                     | 129,19                                                    | 8.445,71                                     | 2.087,31                                    | 7,51%                                                    | 62.ª -2                                | Governo Sarney                  |
| 1986 | 5,77%                                                     | 453,82                                                    | 8.316,52                                     | 1.941,49                                    | 17,80%                                                   | 60.ª +3                                | Governo Sarney                  |
| 1985 | 5,64%                                                     | 419,73                                                    | 7.862,70                                     | 1.648,08                                    | 4,38%                                                    | 63.ª +14                               | Governo Sarney                  |
| 1984 | 2,93%                                                     | 212,25                                                    | 7.442,97                                     | 1.578,93                                    | 0,53%                                                    | 77.ª +3                                | Governo Figueiredo              |
| 1983 | -5,61%                                                    | -429,86                                                   | 7.230,72                                     | 1.570,54                                    | -29,47%                                                  | 80.ª -9                                | Governo Figueiredo              |
| 1982 | -1,75%                                                    | -136,27                                                   | 7.660,58                                     | 2.226,77                                    | 4,40%                                                    | 71.ª +2                                | Governo Figueiredo              |
| 1981 | -6,62%                                                    | -552,64                                                   | 7.796,85                                     | 2.132,88                                    | 9,53%                                                    | 73.ª +5                                | Governo Figueiredo              |
| 1980 | 6,57%                                                     | 514,42                                                    | 8.349,49                                     | 1.947,28                                    | 2,03%                                                    | 78.ª -18                               | Governo Figueiredo              |
| 1979 | 4,27%                                                     | 320,78                                                    | 7.835,07                                     | 1.908,49                                    | 9,41%                                                    | 60.ª -5                                | Governo Figueiredo              |
| 1978 | 0,81%                                                     | 60,70                                                     | 7.514,29                                     | 1.744,26                                    | 11,31%                                                   | 55.ª                                   | Governo Geisel                  |
| 1977 | 2,15%                                                     | 157,24                                                    | 7.453,59                                     | 1.567,01                                    | 12,68%                                                   | 55.ª +2                                | Governo Geisel                  |
| 1976 | 7,22%                                                     | 491,05                                                    | 7.296,35                                     | 1.390,62                                    | 20,52%                                                   | 57.ª +3                                | Governo Geisel                  |
| 1975 | 2,75%                                                     | 181,88                                                    | 6.805,30                                     | 1.153,83                                    | 14,91%                                                   | 60.ª +1                                | Governo Geisel                  |
| 1974 | 6,50%                                                     | 403,91                                                    | 6.623,42                                     | 1.004,10                                    | 29,52%                                                   | 61.ª +2                                | Governo Geisel                  |
| 1973 | 11,30%                                                    | 631,62                                                    | 6.219,51                                     | 775,27                                      | 32,25%                                                   | 63.ª -1                                | Governo Médici                  |
| 1972 | 9,39%                                                     | 479,49                                                    | 5.587,89                                     | 586,21                                      | 16,14%                                                   | 62.ª -2                                | Governo Médici                  |
| 1971 | 8,59%                                                     | 404,08                                                    | 5.108,40                                     | 504,75                                      | 13,42%                                                   | 60.ª +2                                | Governo Médici                  |
| 1970 | 6,06%                                                     | 268,94                                                    | 4.704,32                                     | 445,02                                      | 10,19%                                                   | 62.ª -6                                | Governo Médici                  |
| 1969 | 6,94%                                                     | 288,00                                                    | 4.435,38                                     | 403,88                                      | 7,76%                                                    | 56.ª                                   | Governo Costa e Silva           |
| 1968 | 8,53%                                                     | 325,92                                                    | 4.147,38                                     | 374,79                                      | 7,86%                                                    | 56.ª +1                                | Governo Costa e Silva           |
| 1967 | 2,13%                                                     | 79,60                                                     | 3.821,46                                     | 347,49                                      | 10,03%                                                   | 57.ª +2                                | Governo Costa e Silva           |
| 1966 | 1,33%                                                     | 49,01                                                     | 3.741,86                                     | 315,80                                      | 20,83%                                                   | 59.ª -9                                | Governo Castello                |
| 1965 | 0,20%                                                     | 7,36                                                      | 3.692,85                                     | 261,35                                      | -0,12%                                                   | 50.ª +1                                | Governo Castello                |
| 1964 | 0,56%                                                     | 20,51                                                     | 3.685,49                                     | 261,67                                      | -10,46%                                                  | 49.ª                                   | Governo Castello                |
| 1963 | -2,02%                                                    | -75,45                                                    | 3.664,98                                     | 292,25                                      | 12,22%                                                   | 49.ª                                   | Governo Goulart / Governo Jânio |
| 1962 | 2,19%                                                     | 80,04                                                     | 3.740,43                                     | 260,43                                      | 27,01%                                                   | 49.ª -4                                | Governo Goulart / Governo Jânio |
| 1961 | 7,11%                                                     | 242,98                                                    | 3.660,39                                     | 205,04                                      | -2,41%                                                   | 45.ª +18                               | Governo Goulart / Governo Jânio |

## Listas de distribuição geográfica e comparação
- Lista de unidades federativas do Brasil por crescimento do PIB
- Lista de unidades federativas do Brasil por crescimento nominal do PIB
- Lista de unidades federativas do Brasil por participação no PIB
- Lista de unidades federativas do Brasil por PIB (ver em 1939, 1950, 1960, 1970 e 2010)
- Lista de unidades federativas do Brasil por PIB per capita (ver em 1939, 1950 e 2010)
- Lista de regiões do Brasil por PIB
- Lista de regiões intermediárias das metrópoles do Brasil por PIB
- Lista de capitais do Brasil por PIB
- Lista de municípios do Brasil por PIB (ver em 2010)
- Lista de municípios do Brasil por PIB per capita